# Интернет-право
Интернет-право (нем. Internetrecht) — самостоятельное направление юридической науки, прежде всего в структуре международного частного и публичного права и формирующегося информационного права. Комплексный правовой институт, который включает в себя нормы различных отраслей права (и совокупность связанных с ними морально-этических норм), регулирующих отношения в виртуальном пространстве и вне его. Данные нормы имеют свою специфику, так как касаются прежде всего Интернета в широком международном масштабе.

## Появление термина

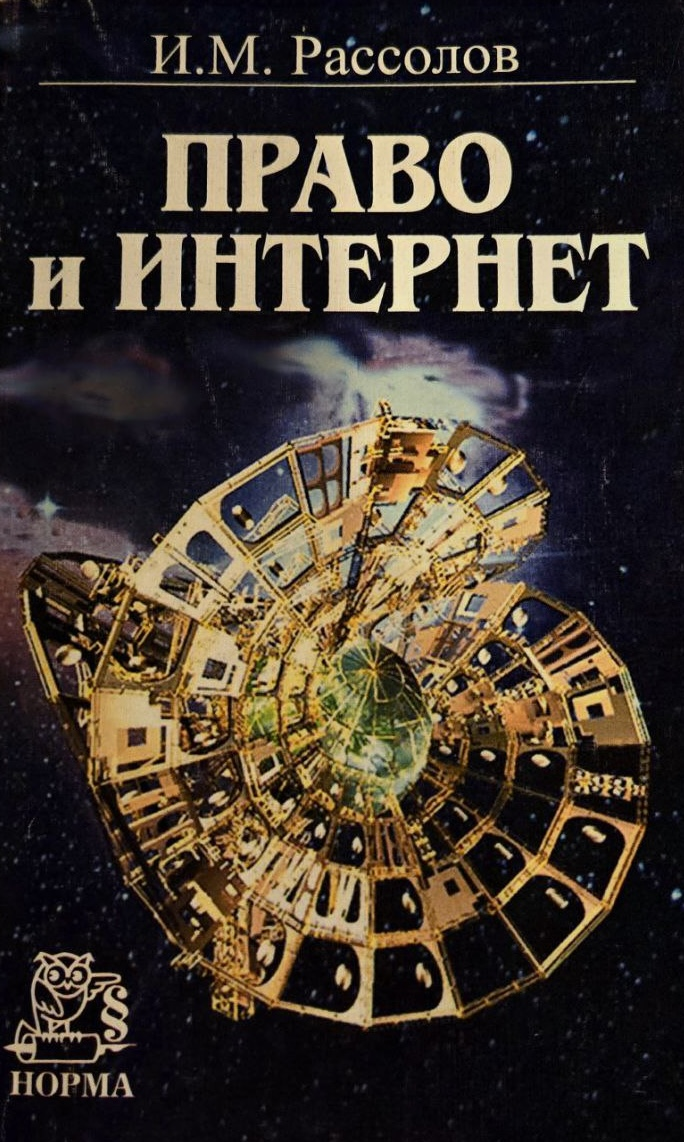
Право и интернет. 1-е изд.

В русскоязычной специализированной литературе термин начал применяться в 2003—2004 гг. 
Впервые в печатном виде термин употребляется в книге Ильи Рассолова «Право и интернет: Теоретические проблемы».

## Предмет регулирования
Согласно заместителю заведующего кафедрой международного права Московского гуманитарного университета профессору Астамуру Тедееву, предметом правового регулирования информационного права в интернете должны выступать общественные отношения, формирующиеся в процессе электронной деятельности (гуманитарной и экономической), осуществляемой в информационной среде.

## Перспективы развития
По мнению американского юриста Роберта Дж. Амброги, интернет-право — это динамичная, гибкая и неизведанная сфера юридической практики, границы которой ещё предстоит определить. В настоящее время это даже трудно назвать отраслью права — это скорее смесь теории и практики из интеллектуальной собственности, гражданских прав и свобод, деликтного, имущественного, уголовного, телекоммуникационного, коммерческого, международного торгового и частного права.